# Paraboloid

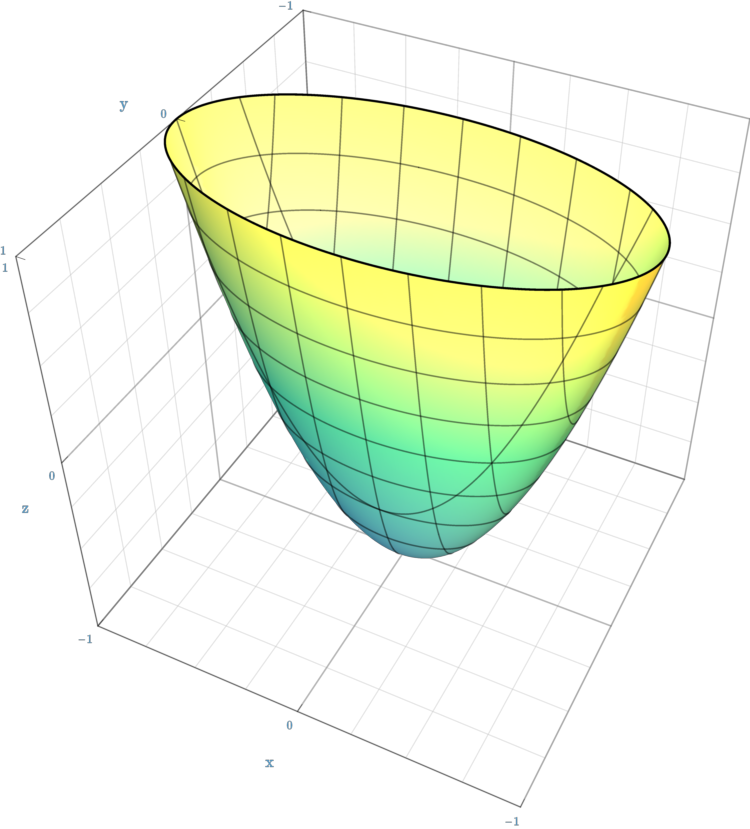
Eliptický paraboloid

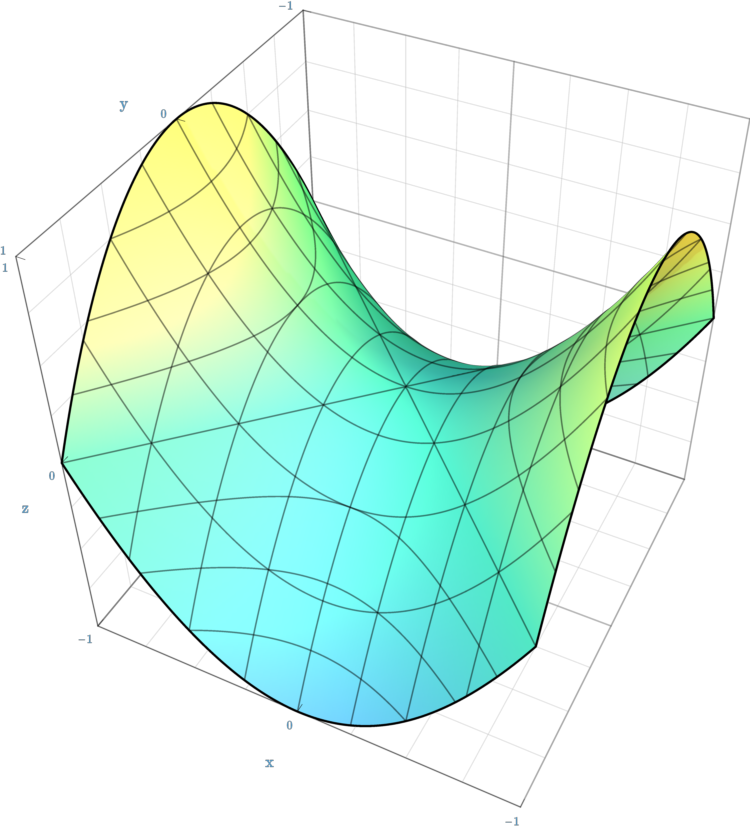
Hyperbolický paraboloid

Paraboloid je v geometrii plocha druhého řádu čili kvadrika, kterou lze vyjádřit jednou z následujících rovností:
- {\displaystyle z={\frac {x^{2}}{a^{2}}}+{\frac {y^{2}}{b^{2}}},}, pak se jedná o takzvaný eliptický paraboloid, nebo
- {\displaystyle z={\frac {x^{2}}{a^{2}}}-{\frac {y^{2}}{b^{2}}},}, pak se jedná o takzvaný hyperbolický paraboloid.

Speciálním případem eliptického paraboloidu je rotační paraboloid, rotační plocha vzniklá rotací paraboly kolem její osy. V rovnicovém vyjádření se jedná o případ, kdy {\displaystyle a=b}.